# 전문증거
|                                                       |
| 증거법                                                |
| 영미법 시리즈                                         |
| 증거의 종류                                           |
| 증언 · 물증                                           |
| 전자증거 · 무죄입증 증거                              |
| 과학적 증거 · 물적 증거                               |
| 목격자지목 · DNA증거                                  |
| 거짓말                                                |
| 관련성                                                |
| 입증책임 · 증거기초                                   |
| 공공복리예외 · 오염 · 성격증거                        |
| 습관증거 · 유사사실                                   |
| 진위확인                                              |
| 관리 연속성 · 주지의 사실                             |
| 최량증거원칙 · 자기확증문서 · 오래된 문서             |
| 증인                                                  |
| 증인적격 · 증언거부특권                               |
| 직접신문 · 교호신문 · 재직접신문                      |
| 탄핵증거                                              |
| 기록된 기억 · 전문가증언                              |
| 사망자 규정                                           |
| 전문증거와 예외                                       |
| 영국법 · 미국법                                       |
| 자백 · 업무상 기록                                    |
| 흥분 상태의 언급 · 임종시의 진술                      |
| 일방 당사자의 자인 · 오래된 문서                      |
| 이익에 반하는 진술 · 현장성 감각 인상 · 부대상황 사실 |
| 권위학술서 · 비언어적 행동                            |
| 미국법의 다른 영역                                    |
| 계약법 · 불법행위법                                   |
| 재산법 과 미국의 유언신탁법                           |
| 형법 · 증거법                                         |

전문증거(傳聞證據, 영어: hearsay)는 원진술자가 공판기일 또는 심문기일에 행한 진술 이외의 진술로서 그 주장사실이 진실임을 입증하기 위하여 제출된 것이다. (미국연방증거법 제8장 제801조)

## 전문법칙
'전문법칙'(hearsay rule)이란 "전문증거는 증거로 되지 않는다"는 법원칙을 말한다. 전문법칙은 배심재판을 기본으로 하고 있는 영미법에 있어서 자백배제법칙과 함께 배심원의 합리적 심증형성을 위하여 발달한 증거법칙이다. 전문법칙의 이론적 근거로서 선서의 결여, 원진술자의 공판정 불출석, 반대신문의 결여를 들 수 있다. 원래 영미법에서 반대신문의 결여가 전문법칙의 근거를 이루는 것은 영미식 형사절차의 특수성과 밀접한 관계가 있다. 피고인은 자기부죄금지의 특권을 포기하고 증인으로 선서하여 체험사실을 진술할 수 있으며, 이 때 검사는 피고인, 곧 증인을 상대로 반대신문을 행할 수 있다. 따라서 영미법에 있어서 진술증거는 원칙적으로 모두 반대신문의 객체가 될 수 있다. 한국의 경우 피고인신문절차를 인정하고 피고인에게 진술거부권을 부여하므로 피고인을 제3자적 지위에 세워서 검사가 반대신문을 행한다는 것은 생각할 수 없다.
전문증거는 경험사실을 들은 타인이 전문한 사실을 법원에서 진술하는 경우, 경험자 자신이 경험사실을 서면에 기재하는 경우 및 경험사실을 들은 타인이 서면에 기재하는 경우가 포함된다.

## 전문법칙의 예외
영미법상 전문법칙의 예외사유로는 신용성의 정황적 보장(circumstantial guarantees of trustworthiness)과 필요성(necessity)의 두 가지가 인정되고 있다.

### 제315조의 예외조건
공무원의 직무상 문서와 업무상 필요에 의해 작성된 통상 문서 또는 이에 준하는 특신문서는 당연히 증거능력이 있는 것으로 규정하고 있다. 본조의 특신문서는 원래 진술서의 성격을 갖지만, 신용성이 정황적 보장이 고도로 보장되어 있고, 작성자의 출정없이도 증거능력을 인정할 만한 필요성이 인정된다는 점을 감안하여 제310조의2의 예외를 둔 것이다. 이에 속하는 경우로는 주민등록등초본, 기계적으로 작성된 상업장부, 판결서 사본이나 다른 사건의 공판조서 등이 있다.

## 의료적 진단이나 치료의 예외
증인이 의료인에게 진술한 전문진술에 대하여 그 증거능력을 인정하고 있다. 즉 의료적 진단이나 치료목적으로 행해진 병력이나 과거, 혹은 현재의 증상이나 통증, 느낌 혹은 진단이나 치료 목적에 합리적으로 적합하다고 생각되는 외부요인이나 일반적 요인의 특징 등에 관한 증언에 대해서는 전문증거의 예외를 인정하고 있다

## 현장사진의 증거능력
현장사진의 취급에 대하여는
1. 현장사진은 사람의 지각에 의한 진술이 아니므로 전문법칙의 적용이 없는 것으로 보는 비진술증거설,
2. 현장사진이라고 할지라도 사실을 보고하는 기능이 있고, 인위적인 편집이나 조작의 위험성이 있으므로 진술증거와 마찬가지로 전문법칙이 적용된다고 보는 진술증거설 및
3. 현장사진은 비진술증거이나 조작, 편집의 가능성이 있는 만큼 예외적으로 검증조서에 준하여 엄격한 요건하에 증거능력을 판단해야 한다고 보는 검증조서유추설의 대립이 있다.

## 방대한 자료의 요약본
증거제출자는 방대한 기록, 녹음, 또는 법정에서 확인 할 수 없는 사진의 내용을 증명하기 위해 요약, 차트 또는 계산을 사용할 수 있다.

## 정신상태

### 사례
피고인은 장물보관죄로 재판을 받고 있는데 장물인 TV는 현재 행방불명된 친구가 선물해 준 것이라고 주장한다. 피고인이 현재 사라진 친구가 TV를 엄마한테 선물받았다고 친구의 이웃에게 말할 때 그 자리에 있었다고 재판에서 증언하려고 한다. 이 경우 친구가 한 말은 피고인의 정신상태에 대한 효과를 보여주기 위한 것으로 전문증거가 아니다.

## 혈통 기록
FRE 803 (13)에 관에 새겨져 있거나 초상화나 조각에 반지, 비문에 성경, 차트, 조각 등 가족 기록에 포함된 개인이나 가족의 역사에 관한 사실의 진술은 전문증거가 될 수 없다. 그러나 집안 대대로 내려오는 족보는 가족 기록으로 충분이 입증이 가능하다 할 수 있다.

## 재전문
재전문(double hearsay, multiple hearsay)이란 타인의 진술을 내용으로 하는 진술이나 서면을 다시 전문하여 진술이나 서면의 형태로 제출하는 형태를 말한다. 재전문증거에 대해 증거능력을 인정할 수 있는지에 대하여 부정설과 긍정설이 대립하고, 판례는 전문진술이 기재된 조서는 제312조 내지 제314조의 규정과 제316조 제2항의 요건을 충족하면 증거능력이 인정되지만, 재전문진술이나 재전문진술을 기재한 조서는 증거능력을 인정할 수 없다고 판시하였다.

## 한국
|                                                                  |
| 형사소송법                                                       |
| 이념과 구조                                                      |
| 무죄 추정의 원칙 · 자백배제법칙 · 전문법칙                       |
| 증거보전청구권 · 형사보상청구권 · 독수독과이론                   |
| 실체적 진실주의 · 적정절차 · 신속한 재판의 원칙                  |
| 진술거부권 · 접견교통권 · 증거개시제도                           |
| 열람등사권 · 위법수집증거배제법칙                                |
| 법원                                                             |
| 제척 · 기피 · 회피 관할 · 이송 · 법관                            |
| 피고인과 변호인                                                  |
| 피고인 ·변호인 · 성명모용자 · 공동피고인 국선변호인 · 법정대리인 |
| 검사                                                             |
| 기소독점주의 · 검사 동일체의 원칙                                |
| 수사                                                             |
| 함정수사 · 불심검문 · 임의동행 · 동행요구 · 사법경찰관           |
| 구속                                                             |
| 구속영장 · 체포영장                                              |
| 증거법                                                           |
| 정황증거 · 전문증거 · 진술조서 · 진술서 · 실황조사서 · 검증조서  |
| 진술 · 증인                                                      |
| 재판                                                             |
| 공소장 · 공소장일본주의                                          |
| 고소 · 고발 · 고소불가분의 원칙 · 자수                           |
| 상소                                                             |
| 항소, 상고 & 비상상고                                            |
| 다른 7법 영역                                                    |
| 헌법 · 민법 · 형법                                               |
| 민사소송법 · 형사소송법 · 행정법                                 |
| 포털: 법 · 법철학 · 형사정책                                     |
| v • d • e • h                                                    |

## 같이 보기
- 가십
- 이단
- 상당한 근거
- 합리적 의혹

## 참고 문헌
- 류변의 미국법 이야기(18)[증거법[깨진 링크(과거 내용 찾기)] 죽는자는 거짓을 말하지 않는다][깨진 링크(과거 내용 찾기)]
- 손동권, 『형사소송법』, 세창출판사, 2010. (ISBN 89-8411-296-8)